# Ludwig Bertalot
Ludwig Bertalot (* 28. November 1884 in Frankfurt am Main; † 27. August 1960 in Weilmünster) war ein deutscher Privatgelehrter, der vor allem Handschriften des deutschen und italienischen Renaissance-Humanismus erforschte.
Bertalot besuchte das Lessinggymnasium in seiner Heimatstadt, wo er 1903 das Abitur ablegte, und studierte dann in Marburg, Berlin und München. Zu seinen Lehrern gehörten Ludwig Traube und August Wilmanns. In Berlin wurde Bertalot 1908 mit einer Dissertation über eine Humanistenhandschrift im Besitz der Universitätsbibliothek München promoviert.
Wegen eines schweren Sprachfehlers konnte er keine akademische Karriere machen, so arbeitete er unter anderem für die Antiquariate von Jacques Rosenthal in München und von Leo S. Olschky in Florenz sowie für die Vatikanische Bibliothek. Auf Reisen durch ganz Europa erwarb er sich eine umfassende persönliche Kenntnis der Handschriftenüberlieferung der bedeutendsten Bibliotheken.
Bertalot veröffentlichte zahlreiche Editionen, Aufsätze und Rezensionen. Zu seinen Schülern und Freunden zählte sich auch der Renaissanceforscher Paul Oskar Kristeller, den er 1938 trotz bescheidenster eigener Mittel in Rom als Assistenten anstellte, bis Kristeller nach Amerika emigrieren konnte.
Bertalots Nachlass befindet sich im Deutschen Historischen Institut Rom.